# Olesicampe johnsoni
Olesicampe johnsoni là một loài tò vò trong họ Ichneumonidae.